# 恋とプロデューサー〜EVOL×LOVE〜
『恋とプロデューサー〜EVOL×LOVE〜』(こいとプロデューサー イボルラブ、簡体字中国語: 恋与制作人) は、中華人民共和国のPapergamesが開発し、2017年12月より配信を開始したiOS/Android向けゲームアプリである。中国国外でもリリースされており、日本では2019年7月3日よりPapergamesの日本支社であるニキ株式会社が、日本語版を配信している。略称は『恋プロ』。
ゲームジャンルは女性を対象とした恋愛シミュレーションゲームであり、日本語版配信時点でのダウンロード数は全世界9000万を突破している。

## ゲーム内容
ゲームは基本的に物語を進めるアドベンチャーパートと、「絆の樹」と呼ばれるランダム型アイテム提供方式で獲得したカード「絆」を使用して番組制作を行うシミュレーションパートが主軸となる。各カードには「デート」と呼ばれるキャラクターごとの個別ストーリーが設定されており、番組制作を成功させるとカードを強化できる様々なクリア報酬が入手できるため、プレイヤーはこれを交互に繰り返しながらゲームを進行させる。
さらに本作の要となる機能としては、主要人物である4人の男性キャラクターと交流する携帯システムがあり、チャット形式の「メッセージ」、フルボイスによる「通話」、投稿にコメントが届く「タイムライン」、主要人物の近況が届く「ニュース」などの複数機能を駆使することで、プレイヤーはキャラクターの好感度を上げることができる。

## あらすじ
進化の過程で特殊能力を行使できる遺伝子「Evol」(イボル)を有した超進化人類「Evolver」(イボルバー)が存在する世界。父の死によって映像制作会社「キセキエンタテイメント」を継いだプレイヤーは、資金難で倒産の危機に直面する会社に大企業「ファーレイグループ」の出資継続を取り付けるため、人気番組「奇跡発見！」の最終回で高視聴率を叩き出すこととなる。番組制作の過程で、プレイヤーは立場の違う4人のEvolverと交流をもつが、奇しくも「BLACK SWAN QUEEN」と呼ばれる特殊なEvolに覚醒したことにより、彼らと共に巨大な陰謀に巻き込まれていくこととなる。

## 登場人物
声の項は、日本語版のゲームおよびテレビアニメ版の声優。
ゼン
声 - 杉田智和、三瓶由布子（少年時代）
主人公の出資者で、時間操作の能力をもつEvolver。身長183センチメートル。1月13日生まれの28歳。
若くして金融界の頂点を極めたファーレイグループの創始者。会社の利益のために冷淡な態度を取る反面、弱者に歩み寄る優しさをもつ。
キラ
声 - 柿原徹也、潘めぐみ（少年時代）
主人公の番組制作に協力することとなった、人を魅了する能力をもつEvolver。身長176センチメートル、4月9日生まれの22歳。
子役時代から芸能界で活躍する国民的アイドル。素直でイタズラ好きな性格である一方で、切れ者な一面も見せる。
ハク
声 - 小野友樹
主人公の先輩で、風を操る能力をもつEvolver。身長181センチメートル、7月29日生まれの24歳。
表向きは恋花市警察署に勤務する警察官だが、実際はEVOL犯罪対策局の特殊警察官。独自の善悪観に則り世間のルールを無視した行動も厭わない一匹狼な性格。
シモン
声 - 平川大輔、井上麻里奈（少年時代）
恋花大学に客員教授として勤務する海外帰りのEvolver。身長180センチメートル、11月15日生まれの26歳。
IQやEQが高いだけでなく驚異的な記憶能力の持ち主。誰に対しても丁寧に対応する反面、その真意やEvolに関して謎な部分も多い人物。

## 用語
Evol
進化の過程でごく少数の人間に発現した遺伝子、あるいはそれによって強化された能力。Evolを発現した人類は「Evolver」と呼ばれ、「超進化人類」という別名に違わぬ能力を有する。
BLACK SWAN計画
別名「完全人類遺伝子改造計画」。Evolの研究結果から普通の人間をEvolverに改造することで、世界変革の転機にすることを目的とする。
BLACK SWAN QUEEN
プレイヤーが発現したEvol。他の人間の能力を覚醒・強化できることから、BLACK SWAN計画の要とされる。

## テレビアニメ
2020年7月から10月までTOKYO MXほかにて放送された。プレイヤーに相当するわたし役は金元寿子が担当する。

### スタッフ
- 原作 - 『恋とプロデューサー〜EVOL×LOVE〜』（Papergames）[6]
- 監督・音響監督 - 境宗久[6]
- 副監督 - 宇田鋼之介
- シリーズ構成 - 吉村清子[6]
- キャラクターデザイン - 山口仁七[6]
- エフェクトアニメーション - 村松尚雄[8]
- プロップデザイン - 安食圭、土屋亮介、吉川真一、村松尚雄
- 色彩設計 - 田辺香奈[8]
- 美術設定 - 田村せいき[8]
- 美術監督 - 森川裕史[8]
- 撮影監督 - 三舟桃子[8]
- 編集 - 後藤正浩[8]
- 3Dディレクター - 前田彩花
- 音楽 - 加藤裕介[8]
- 音楽プロデューサー - 佐藤宏次、村上貴志
- 音楽制作 - Digital Double[8]
- プロデュース -  Emoto Entertainment、CAAnimation[6]
- プロデューサー - 陳佳麟、黃智煒
- アニメーションプロデューサー - 野田楓子
- 制作 - MAPPA[6]
- 製作 - Paper Pictures、MAPPA[9]

### 主題歌
「鈍色の夜明け」
三浦祐太朗の作詞・歌唱によるオープニングテーマ。作曲は佐々倉有吾、編曲はCarlos K.。
「舞い降りてきた雪」
鈴木このみが「恋とプロデューサー featuring Konomi Suzuki」名義で歌唱するエンディングテーマ。作詞・作曲は中島卓偉、編曲は荒幡亮平。
「恋心シークレット」
キラ（柿原徹也）による挿入歌。

### 各話リスト
| 話数 | サブタイトル     | 脚本     | 絵コンテ   | 演出       | 作画監督                                                | 総作画監督               | 初放送日       |
| ---- | ---------------- | -------- | ---------- | ---------- | ------------------------------------------------------- | ------------------------ | -------------- |
| 01   | はじまりの絆     | 吉村清子 | 境宗久     | 境宗久     | 本田敬一 桑原剛 杉野信子 丸山翔子 岡崎洋美              | 山口仁七                 | 2020年 7月16日 |
| 02   | 風吹く時に       | 吉村清子 | 宇田鋼之介 | 宇田鋼之介 | 門智昭 袴田祐二 柳瀬譲二 戸沢東                         | 桑原剛                   | 7月23日        |
| 03   | 追憶の味         | 村越繁   | 二瓶勇一   | 岡本泰知   | 佐藤綾花 丸山翔子 岡田豊広 岡崎洋美 袴田裕二 齊田恵瑠   | 山口仁七 高原修司        | 7月30日        |
| 04   | 闇の中の鍵       | 金田一明 | 篠原俊哉   | 後藤康徳   | 柳瀬譲二 袴田裕二 杉野信子 鈴木理沙                     | 桑原剛                   | 8月6日         |
| 05   | 琥珀色の風       | 吉村清子 | 石田貴史   | 石田貴史   | 佐藤綾花 岡田豊広 冨吉幸希 野崎真一 戸沢東 かどともあき | 山口仁七 高原修司        | 8月13日        |
| 06   | その夢の向こう   | 久尾歩   | 澤井幸次   | 大槻一恵   | 仲田美歩 柳瀬譲二 市川敬三 岡崎洋美                     | 桑原剛                   | 8月20日        |
| 07   | 繋がった記憶     | 村越繁   | 古川順康   | 宇田鋼之介 | 中村深雪 鈴木理沙 袴田裕二 丸山翔子                     | 山口仁七 高原修司        | 8月27日        |
| 08   | 404号室          | 吉村清子 | 川畑喬     | 青島昂希   | 杉野信子 西田美弥子 戸沢東 仲田美歩                     | 桑原剛                   | 9月3日         |
| 09   | モノクローム     | 久尾歩   | 岡本泰知   | 岡本泰知   | 冨吉幸希 岡崎洋美 柳瀬譲二 市川敬三                     | 山口仁七 高原修司        | 9月10日        |
| 10   | 別れの夜明け     | 金田一明 | 竹之内和久 | 石田貴史   | 早川加寿子 袴田裕二 鈴木理沙 丸山翔子 小原優佳 立野杏奈 | 桑原剛                   | 9月17日        |
| 11   | めぐる時の果てに | 吉村清子 | 北川智哉   | 大槻一恵   | 和田伸一 西田美弥子 野崎真一 仲田美歩                   | 山口仁七 高原修司        | 9月24日        |
| 12   | 絆               | 吉村清子 | 宇田鋼之介 | 金子貴弘   | 中村深雪 森藤希子 柳瀬譲二 YUMMI 吉川真一 冨吉幸希      | 桑原剛 山口仁七 高原修司 | 10月1日        |

### 放送局
| 放送期間                | 放送時間                     | 放送局     | 対象地域 | 備考                            |
| ----------------------- | ---------------------------- | ---------- | -------- | ------------------------------- |
| 2020年7月16日 - 10月1日 | 木曜 0:00 - 0:30（水曜深夜） | TOKYO MX   | 東京都   |                                 |
|                         |                              | サンテレビ | 兵庫県   |                                 |
|                         |                              | BS日テレ   | 日本全域 | BS放送 / 『アニメにむちゅ〜』枠 |
|                         | 木曜 21:00 - 21:30           | AT-X       | 日本全域 | CS放送 / リピート放送あり       |

| 配信開始日    | 配信時間                   | 配信サイト |
| ------------- | -------------------------- | --- |
| 2020年7月16日 | 木曜 0:00（水曜深夜） 更新 | ABEMA dアニメストア Amazonプライム・ビデオ U-NEXT アニメ放題 FOD ひかりTV Hulu バンダイチャンネル TELASA J:COMオンデマンド みるプラス auスマートパスプレミアム dTV GYAO!ストア ビデオマーケット DMM.com Rakuten TV HAPPY!動画 |
| 2020年7月18日 | 土曜 12:00 更新            | GYAO! ニコニコチャンネル |
| 2020年7月19日 | 日曜 22:30 - 23:00         | ニコニコ生放送 |

### BD / DVD
| 巻 | 発売日         | 収録話          | 規格品番   | 規格品番   |
| 巻 | 発売日         | 収録話          | BD         | DVD        |
| -- | -------------- | --------------- | ---------- | ---------- |
| 1  | 2020年11月27日 | 第1話 - 第3話   | CAXA-00002 | CABA-00002 |
| 2  | 2020年12月25日 | 第4話 - 第6話   | CAXA-00003 | CABA-00003 |
| 3  | 2021年1月29日  | 第7話 - 第9話   | CAXA-00004 | CABA-00004 |
| 4  | 2021年2月26日  | 第10話 - 第12話 | CAXA-00005 | CABA-00005 |